# Kuroda Sayako
Kuroda Sayako (黒田 清子 (Hắc-Điền Thanh-Tử) sinh ngày 18 tháng 4 năm 1969) là một thành viên của hoàng thất Nhật Bản. Bà là con thứ ba và là con gái duy nhất của Thượng hoàng Akihito với Thượng Hoàng hậu  Michiko.
Ngày 15 tháng 11 năm 2005, bà kết hôn với một người dân thường, vì vậy theo luật lệ bà phải bỏ thân phận hoàng nữ và rời khỏi hoàng gia Nhật Bản. Trước khi kết hôn, bà mang tước hiệu Nội thân vương Nori-no-miya Sayako (紀宮清子内親王 (Kỷ Cung Thanh Tử Nội thân vương)/ のりのみやさやこないしんのう Nori-no-miya Sayako Naishinnō).

## Tiểu sử
Sayako sinh ngày 18 tháng 4 năm 1969 tại Bệnh viện Cung nội sảnh tại Hoàng cung Tokyo.
Bà học tập và tốt nghiệp trường Gakushuin (Học Tập Viện) theo truyền thống với bằng Bachelor of Letters vào năm 1992. Sau đó, bà được nhận làm trợ giáo ở Yamashina Chōruikenkyūsho, chuyên nghiên cứu về chim bói cá. Năm 1998, bà chính thức trở thành nhà nghiên cứu chuyên ngành. Bà đóng góp nhiều đề mục về các loài chim cho các nghiên cứu hàn lâm.
Bên cạnh việc nghiên cứu, Sayako hay đi du lịch trong và ngoài Nhật Bản, và thường lấy tư cách là đại diện hoàng gia Nhật.
Trước khi Sayako sinh ra, việc Thiên hoàng Akihito kết hôn với Michiko đã từng gây nên nhiều phản đối, vì gia đình của Michiko vốn theo Công giáo. Dù Michiko chưa bao giờ chịu nghi thức rửa tội, nhưng đã qua các trường Công giáo và có đức tin mạnh như cha mẹ bà. Tin đồn cho biết hoàng hậu Hương Thuần đã rất phản đối cuộc hôn nhân này. Sau khi Hoàng hậu Hương Thuần qua đời vào năm 2000, Reuters cho biết bà đã rất khắc nghiệt với Michiko (khi ấy còn là Thái tử phi) cũng như đứa cháu gái Sayako, vì Hoàng hậu luôn cảm thấy Michiko không xứng đáng.

## Kết hôn
Ngày 30 tháng 12 năm 2004, Cơ quan nội chính Hoàng gia Nhật Bản công bố hứa hôn giữa công chúa Sayako 35 tuổi với Kuroda Yoshiki (黒田慶樹 (Hắc Điền Khánh Thụ)), một nhà thiết kế đô thị 39 tuổi và là bạn lâu năm của anh trai cô, Thân vương Fumihito.
Trước khi hôn lễ diễn ra tại Khách sạn hoàng gia Tokyo vào ngày 15 tháng 11 năm 2005, Sayako đã làm nghi thức rời khỏi thân phận hoàng thất Nhật Bản, cải họ thành họ chồng. Năm 40 tuổi, Kuroda Yoshiki trở thành thường dân đầu tiên kết hôn với một thành viên hoàng gia Nhật Bản.
Việc thay đổi danh hiệu này là do luật lệ hoàng gia, yêu cầu nữ quyến hoàng thất khi kết hôn sẽ từ bỏ mọi tước hiệu, quyền kế vị của mình để hoàn toàn theo nhà chồng. Vào năm 36 tuổi, Sayako trở thành người thứ sáu của hoàng thất kết hôn dân thường từ khi điều luật hoàng gia thông qua năm 1947, và là hoàng nữ đầu tiên từ bỏ tước vị kể từ hôn nhân năm 1983 của Masako Sen, cựu Dung Tử Nội thân vương, một trong những chị em họ của thiên hoàng Akihito.
Thiên hoàng Akihito và hoàng hậu Michiko đã có mặt trong buổi lễ, cũng như thái tử Naruhito cùng thái tử phi Masako và các thành viên của hoàng thất. Khoảng 30 người tham dự buổi lễ, 120 khách mời. Hàng nghìn lời chúc tốt đẹp của dân chúng trải khắp con phố khi hôn lễ diễn ra.
Sayako quyết định từ bỏ công việc nghiên cứu để chăm nom cho gia đình. Dù đã không còn là thành viên hoàng thất, song Sayako vẫn nhận mức trợ cấp 1,2 triệu USD từ chính phủ. Để chuẩn bị cho cuộc sống hôn nhân, Sayako đã phải học bằng lái xe và đi shopping.
Tháng 4 năm 2012, Sayako nhận chức vị Nữ đại tư tế ở Thần cung Ise để giúp cô của bà, Atsuko Ikeda, người đang là Trưởng nữ tư tế.